# جين كرامر
جين كرامر (بالإنجليزية: Jane Kramer)‏ هي صحفية وكاتِبة أمريكية، ولدت في 7 أغسطس 1938 في بروفيدنس في الولايات المتحدة.